# VK (소셜 네트워크)
프콘탁테(러시아어: ВКонтакте 브깐딱쩨[*], 영어: Vkontakte, VK, 연결되는)는 2006년 러시아의 파벨 두로프가 만든 소셜 네트워크 서비스로, 러시아, 우크라이나, 벨라루스, 카자흐스탄 등지의 독립국가연합의 구 소련권에서 많이 사용되고 있다. 제공하는 서비스와 기능뿐만 아니라 컨셉과 사업 모델까지도 페이스북과 유사하다. 사교 및 친목 기능을 주축으로 UCC 기능, 오디오 파일 제공 등을 제공함으로써 판도라TV, 유튜브 등과 비슷하기도 한다.
2018년 8월 기준으로 브콘탁테의 총 가입 계정 수는 최소 5억 개에 달한다. 브콘탁테는 현재 러시아에서 가장 인기 높은 웹사이트이다.
시밀러웹에 따르면, 브콘탁테는 세계에서 14번째로 가장 많이 방문하는 웹사이트이다.

## 같이 보기
- 오드노클라스니키
- 페이스북